# Bicellaria uvens
Bicellaria uvens är en tvåvingeart som beskrevs av Axel Leonard Melander 1927. Bicellaria uvens ingår i släktet Bicellaria och familjen puckeldansflugor. Inga underarter finns listade i Catalogue of Life.